# Natasha Parry
Natasha Parry (* 2. Dezember 1930 in London; † 22. Juli 2015 in La Baule-Escoublac, Frankreich) war eine britische Schauspielerin.

## Leben
Parry wurde als Tochter des britischen Regisseurs Gordon Parry (1908–1981) geboren. Sie besuchte als Jugendliche die Arts Educational Theatre School in London. Ihre Karriere als Schauspielerin begann im Alter von zwölf Jahren. Der Regisseur und Schauspieler Michael Redgrave engagierte sie für das Theaterstück Wingless Victory von Maxwell Anderson am Phoenix Theatre in London. Mit 14 Jahren spielte sie in William Shakespeares Ein Sommernachtstraum an der Seite von John Gielgud und Peggy Ashcroft am Royal Haymarket Theatre in London.
1951 heiratete sie den Regisseur und Schauspieler Peter Brook, in dessen Inszenierungen sie in der Folgezeit häufig auftrat. So spielte sie 1953 in Brooks’ legendärer Fernsehproduktion bei CBS die Rolle der Cordelia in König Lear an der Seite von Orson Welles. 1968 trat Parry in Brooks’ experimenteller Inszenierung von Shakespeares Spätwerk Der Sturm am Round House Theatre in London auf. Sie gehörte zum Originalensemble des von Brook 1970 in Paris gegründeten Centre International de Recherche Théâtrale (CIRT), aus dem das Théâtre des Bouffes du Nord hervorging, welches heute noch existiert. Parry trat unter der Regie von Brooks am Théâtre des bouffes du Nord unter anderem 1971 in Orghast auf, einem Theaterprojekt mit Texten von Ted Hughes, 1972 in Die Konferenz der Vögel (Erzählung für das Theater von Jean-Claude Carrière nach der Dichtung Mantic Uttar von Farid Udin Attar), 1974 in Timon von Athen und 1975 in The Ik (nach The Mountain People von Colin Turnbull).
Parry kehrte Mitte der 1970er Jahre nach England zurück und spielte 1975 am Liverpool Playhouse Theatre die Blanche DuBois in dem Theaterstück Endstation Sehnsucht von Tennessee Williams. Parry trat Ende der 1970er Jahre dann mehrfach bei der Royal Shakespeare Company auf: 1978 als Phädra in Hippolytos (Regie: Ron Daniels) mit Michael Pennington und Patrick Stewart als Partnern, 1978/1979 als Mariana in Maß für Maß (Regie: Barry Kyle) und 1979 als Melanija in Kinder der Sonne von Maxim Gorki (Regie: Terry Hands).
1981 übernahm sie in Paris, wiederum unter der Regie von Peter Brook, die Rolle der Ljubow Andrejewna Ranjewskaja in der Komödie Der Kirschgarten. 1984 spielte sie gemeinsam mit Marcello Mastroianni in Tchin, Tchin am Théâtre de la Gaité-Montparnasse. 1989 spielte sie am Orange Tree Theatre in London die Titelrolle in Frau Warrens Gewerbe (Mrs Warren’s Profession) von George Bernard Shaw. Am Almeida Theatre in London folgte 1991 die Rolle der Schwiegermutter in Madame de Sade von Yukio Mishima. In Paris spielte sie am Théâtre des bouffes du Nord in über 350 Vorstellungen des Theaterstücks Glückliche Tage von Samuel Beckett und ging damit auch auf eine Welttournee. 2001 trat sie in London am Young Vic Theatre als Gertrude in Peter Brooks Inszenierung von Hamlet auf. 2004/2005 trat sie gemeinsam mit Michel Piccoli an der Comédie des Champs-Elysées in Paris und am Barbican Pit Theatre in London in Ta main dans la mienne auf, einer szenischen Lesung des Briefwechsels zwischen Anton Tschechow und Olga Knipper. 2009 spielte sie Théâtre des bouffes du Nord in Love Is My Sin auf, einer Bühnenadaption und Inszenierung der Shakespearschen Sonnette von Peter Brook. Beim Theatre for a New Audience trat sie mit Love Is A Sin im März/April 2010 auch in New York gemeinsam mit Michael Pennington auf.
Unter der Regie verschiedener anderer Regisseure spielte Parry unter anderem in Die Nacht des Leguan (Regie: Andreas Voutsinas) (1977 am Théâtre des Bouffes du Nord), Kabale und Liebe (Regie: Jean-Marie Simon), Richard III. (Regie: Francis Huster) und 1988 Elektra bei der Royal Shakespeare Company in der Inszenierung von Deborah Warner.
Parry übernahm ab Ende der 1940er Jahre auch Rollen in Kinofilmen und Fernsehproduktionen. Ihre Leinwandauftritte blieben jedoch weitgehend sporadisch. 1954 spielte sie unter der Regie von René Clément in Liebling der Frauen an der Seite von Gérard Philipe. Bekanntheit als Filmschauspielerin erlangte Parry besonders durch ihre Darstellung der Peggy, der vermeintlich „besten Freundin“ von Doris Day in dem Thriller Mitternachtsspitzen. 1968 war sie die Lady Capulet in Romeo und Julia von Franco Zeffirelli. 1981 war sie gemeinsam mit Jane Birkin und Michel Piccoli in dem Melodram Ein kleines Luder zu sehen. 1982 spielte sie in Le Lit, dem Debütfilm der belgischen Regisseurin Marion Hänsel.
1977 spielte sie in der britischen Fernsehserie Liebe zu Lydia in der Rolle der Mrs. Aspen die Mutter der weiblichen Hauptdarstellerin. Natasha Parry starb am 22. Juli 2015 im Alter von 84 Jahren an einem Schlaganfall während eines Urlaubs im französischen Badeort La Baule-Escoublac.

## Filmografie (Auswahl)
- 1949: Golden Arrow
- 1949: Dance Hall
- 1951: Der Mann in Schwarz (The Dark Man)
- 1953: König Lear (Fernsehfilm)
- 1954: Liebling der Frauen (Monsieur Ripois)
- 1957: Der Mann im Feuer (Windom’s Way)
- 1959: Das Bittere und das Süße (The Rough and the Smooth)
- 1960: Mitternachtsspitzen (Midnight Lace)
- 1961: The Fourth Square
- 1963: Alibi des Todes (Girl in the Headlines)
- 1964: Count of Monte Cristo (Fernsehserie)
- 1968: Romeo und Julia (Romeo and Juliet)
- 1969: Oh! What a Lovely War
- 1977: Liebe zu Lydia (Love for Lydia, Fernsehserie)
- 1979: Meetings with Remarkable Men
- 1981: Ein kleines Luder (La fille prodigue)
- 1982: Le Lit